# گروگان‌گیری دیپلمات ایرانی در یمن
گروگان گیری دیپلمات ایرانی در یمن اشاره به ربوده شدن نور احمد نیکبخت دیپلمات ایرانی در صنعا پایتخت یمن دارد. این رخداد در تیر ماه سال ۱۳۹۲ شمسی رخ داد. عامل این گروگان‌گیری گروه القاعده انجام شد. نیکبخت هنگام خروج از منزلش در صنعا توسط یک فرد مسلح وابسته به القاعده ربوده شد.

## حادثهٔ گروگان‌گیری
نور احمد نیکبخت که در تاریخ ۳۰ تیر ۱۳۹۲ منزلش را به قصد رفتن به محل کارش ترک میکرد ، در میان راه فرد مسلح ناشناسی راه وی را مسدود کرد و او را از ماشینش پیاده نمود. سپس وی را به محل نامعلومی برد. خود نیکبخت در این باره می‌گوید: «من در شرایط بسیار مشکلی بودم و از اتفاقات بیرون اطلاعی نداشتم.»

## بازگشت
سرانجام وی در پنج شنبه ۱۴ اسفند ۱۳۹۳ از طریق فرودگاه مهرآباد وارد ایران شد و با استقبال خانواده و برخی از مقامات رو به رو شد.